# Narcis (mitologija)
Narcis (grško Ναρκισσoς, Narkissos) je bil v starogrški mitologiji lep mladenič, sin rečnega boga Kefisa in nimfe izvirov Lejriope.

## Različice mitološke zgodbe

### Arhaična različica
Narcisu je dvorilo mnogo moških, vendar je vse grobo zavračal. Njegova nesreča se je začela, ko se je vanj zaljubil Aminij. Tudi njega je grobo zavrnil in ga osmešil tako, da mu je kot darilo poslal meč. Z njim si je Aminij na pragu Narcisovega doma vzel življenje. Pred tem je prosil bogove in boginje, naj Narcisa kaznujejo za to. Ko se je Narcis sprehodil do vode, da bi pil iz nje, se je zagledal v svojo podobo. Ker je bila podoba izmuzljiva, je postal obupan in je nazadnje storil samomor.

### Rimska različica
V različici iz Ovidijevih Metamorfoz je bil Narcis zelo lep, a čustveno hladen mladenič. Zavrgel je ljubezen nimfe Eho, ki je od žalosti propadla, tako da je od nje ostal le odmev. Boginja ljubezni Afrodita je Narcisa kaznovala tako, da se je zaljubil v lastno podobo, ki jo je uzrl v vodnem izviru. Ker se mu je podoba v vodi izmikala, je od hrepenenja shiral in se nazadnje spremenil v rožo, ki se po njem imenuje narcisa. 
Druga različica pa pripoveduje, da se je v obupu, ker se mu je podoba na vodni gladini izmikala, sam usmrtil in iz njegove krvi so zrasle narcise.

### Pavzanijeva različica
Grški pisec Pavzanij si je v 2. stol. n. š. zamislil svojo različico mita o Narcisu, saj ni mogel verjeti, da lahko nekdo ne loči odseva od realne osebe. V Pavzanijevi različici je imel Narcis sestro dvojčico, ki mu je bila povsem podobna in s katero sta skupaj hodila na lov. Narcis se je v svojo sestro zaljubil, ko pa je ta umrla, je odšel k studencu. V vodi je videl svoj odsev, a podoba ga je tako spominjala na ljubljeno sestro, da je le tam našel svojo uteho. 
Pavzanij je verjel tudi, da je narcisa morala obstajati še pred Narcisom, saj naj bi Perzefona nabirala ravno narcise, ko jo je ugrabil Had in jo odnesel s seboj v podzemlje.